# سبدنشین قل‌قل‌کن
سبدنشین قل‌قل‌کن (نام علمی: Cisticola bulliens) نام یک گونه از سرده سبدنشین است.